# Tage der Toten
Tage der Toten (engl. Originaltitel: The Power of the Dog) ist ein Thriller von Don Winslow aus dem Jahr 2005 und behandelt den War on Drugs wie auch Aspekte der Operation Condor in den 1970er Jahren. In seinem Folgeroman Das Kartell setzt Winslow die Geschichte um den US-Drogenfahnder Art Keller fort.

## Handlung
Der Roman handelt von einem Drogenfahnder der Drug Enforcement Administration (DEA), Art Keller, der nach dem Vietnamkrieg bei der CIA aussteigt und von der neugegründeten DEA übernommen wird. In Mexiko wird Keller zunächst von den eigenen Leuten genauso wie von der mexikanischen Polizei isoliert. Eines Tages trifft er in einem Boxstudio die Brüder Adán und Raúl Barerra, die als Boxmanager arbeiten. Indem Keller mit ihrem Champion boxt und sich trotz Unterlegenheit nicht geschlagen gibt, gewinnt er ihren Respekt. Adán stellt ihm seinen Onkel Miguel Angel Barrera vor, die rechte Hand des Gouverneurs, der sich von seinen Freunden Tío nennen lässt. Tío hilft Keller von da an und sorgt so für einige Fahndungserfolge. Zusammen mit Tío orchestriert Keller die Operation Condor, eine gewaltige Aktion zur Niederbrennung von Mohnfeldern im mexikanischen Bundesstaat Sinaloa. Tatsächlich ist die Aktion jedoch nur Tíos Methode, unliebsame Konkurrenten auszuschalten. Er selbst schwingt sich mit einigen anderen Dealern zum Herrscher über Mexikos Drogenhandel auf. Gemeinsam gründen sie die Federacion, ein Drogenkartell, das einen Paradigmenwechsel vollzieht. Statt selber Drogen anzubauen, nutzen die Kartellmitglieder ihre vorteilhafte Lage zwischen den Kokainerzeugungsländern in Süd- und den Drogenkonsumenten in Nordamerika aus und sind nur noch Zwischenhändler statt Produzenten. Das Kartell legt einen beispiellosen Aufschwung hin, nicht zuletzt daher, dass die DEA davon ausgeht, dass mit Operation Condor der Drogenhandel in Mexiko erledigt ist.
In New York geraten die beiden irisch-amerikanischen Gangster Sean Callan und O-Bop eher unfreiwillig mit den herrschenden Gangstern in ihrem Viertel aneinander. Nachdem Callan, um seinen Freund O-Bop zu beschützen, einen Geldeintreiber des größten Gangsters ins Hells Kitchen getötet hat, erkämpfen sich die beiden die Position als Herrscher des Viertels. Dabei kommen sie in Kontakt mit der italienischen Mafia. Mit den „Peaches“-Brüdern steigen sie ins Drogengeschäft ein.
Keller hat inzwischen einen Posten als Leiter eines DEA-Büros in Mexiko. Er und seine Mitarbeiter Ernie Hidalgo und Shag Wallace verfolgen den Aufstieg der Federacion; in den USA glaubt ihnen allerdings niemand, und in Mexiko sind Polizei und Politik fest in der Hand der Drogenhändler. Keller installiert eine Wanze in Tíos Liebesnest und dirigiert mit den gewonnenen Informationen die Polizei in den USA, wobei er seine Vorgesetzten umgeht. Als Reaktion auf die erfolgreichen Razzien in den USA entführen die Drogenhändler Hidalgo, um aus ihm den Namen des Informanten herauszufoltern. Allerdings hat Keller wohlweislich die Art der Informationsbeschaffung für sich behalten. Auf Hidalgos Entführung hin entsteht ein massiver Fahndungsdruck, allerdings wird Hidalgo nur noch tot aufgefunden. Tío wird in El Salvador verhaftet. Keller tötet ihn trotz Zögerns nicht, sondern verhaftet ihn. Im Verlauf seiner Ermittlungen deckt Keller die Operation Kerberos auf, bei dem die CIA Kokain aus Südamerika an die sizilianische Mafia verkauft, um mit dem Geld rechtsgerichtete Paramilitärs in Südamerika zu finanzieren. Bindeglied dabei ist der fanatische Christ und Kommunistenhasser Sal Scachi, der Mitglied eines antikommunistischen und katholischen Ordens, CIA-Agent, Mitglied der amerikanischen Special Forces und Mafioso ist. Tío wird von der CIA kurz nach seiner Festnahme deshalb freigelassen.
Einige Jahre später hat sich die Federacion fest etabliert. Keller nutzt nun allerdings sein Wissen über die Machenschaften der CIA: Im Austausch für seine Falschaussage vor einem Untersuchungsausschuss besorgt er sich die nötige Unterstützung für die Gefangennahme derjenigen, die an Hidalgos Entführung und Ermordung verantwortlich sind.
Der Roman verwebt die Geschichte des mexikanischen Drogenschmuggels und der Drogenkartelle ab 1977 bis 2004 mit fiktiven Elementen und Personen. Er lehnt sich an reale Vorkommnisse an, wie die Ermordung des DEA-Agenten Enrique Camarena (1985) oder das Attentat auf den Erzbischof Juan Jesús Posadas Ocampo in Guadalajara (1993) und präsentiert keine neuen Fakten. Die im Roman auf- und abtretenden Drogenbosse erinnern an solche des Medellín-Kartells (Pablo Escobar) oder des Sinaloa-Kartells (El Chapo). Die Handlungen  werden aus dem fiktiven Blickwinkel der zahlreichen Romanfiguren erzählt und dabei werden auch ihr Privatleben und Lebensstil ausführlich beschrieben.

## Personen
- Art Keller
- Pater Parada
- Nora Hayden
- Adán Barrera
- Raúl Barrera
- Miguel Angel Barrera (Tío)
- Sean Callan
- Sal Scachi
- Güero Mendéz
- O-Bop
- Peaches
- Little Peaches

## Auszeichnungen
- 2010 Maltese Falcon Award für The Power of the Dog.
- 2010 Platz 1 in der Jahresliste der KrimiWelt-Bestenliste für Tage der Toten
- 2011 Deutscher Krimi Preis (Internationaler Preis) für Tage der Toten.
- 2011 Bester Krimi der Saison, vergeben von Buchkultur für Tage der Toten.

## Textausgabe
- The Power of the Dog. 2005. ISBN 0-375-40538-0.
- Tage der Toten. Aus dem Amerikanischen von Chris Hirte. Suhrkamp Verlag, Berlin 2010, ISBN 978-3-518-46200-3.
- Tage der Toten. Aus dem Amerikanischen von Chris Hirte. Suhrkamp Verlag, Berlin 2012, ISBN 978-3-518-46340-6.
- Tage der Toten. Droemer TB, 2021, ISBN 978-3-426-30851-6.

## Hörbuch
- Tage der Toten. Deutsch von Chris Hirte, gelesen von Dietmar Wunder. Audio Verlag, Berlin 2012. ISBN 978-3-86231-226-9.